# HP-UX
HP-UX is de Unix-variant van Hewlett-Packard, gebaseerd op Unix System V van AT&T.
HP-UX draait op werkstations met PA-RISC- en op Intel Itanium-processoren. Oudere versies draaiden op de oudere HP 9000-machines, die Motorola 68000-processoren hadden, op Apollo/Domain-werkstations (ook Motorola 68000), en op de HP 9000/500, die een HP FOCUS-processor had.
De huidige versie van HP-UX is 11.31 oftewel 11 v.3. HP-UX draait op HPE Blade System, HP RXxxxx rackmodellen en Superdomes. HP-UX heeft de mogelijkheid om virtuele machines te draaien, de zogenaamde HPVM en qua besturingssysteem werkt het samen met HP Serviceguard voor high availability clustering. HP-UX wordt het meest gebruikt als platform voor opslagomgevingen, CRM-oplossingen, MQ-repositories en webserveromgevingen.